# Бовезьке графство
Бовезьке графство (фр. Comté de Beauvais) — невелике ранньосередньовічне французьке графство в провінції Бовезі. Від 1015 року управляється єпископами Бовезькими.

## Історія
У період правління Меровінгів, містом Бове управляли defensor civitatis (призначені королем — посади, які, найімовірніше, займали єпископи Бове) Бовезьке графство складалося з колишніх pagus Belvacensis, які розміщувалися на південь від графства Ам'єн з річкою Епт як західного кордону, і pagus Vindoilensis на сході з центром в поселенні Вандьой.
Перша згадка про створений Каролінгами Бовезького графства міститься в капітулярії імператора Людовика I, датованому 823 роком, проте вперше ім'я першого відомого з історичних джерел графа Бовезького, Бернара, згадано в хартії короля Людовика IV, датованій 936 роком. Існує припущення, що він був родичем каролінгских графів Вермандуа, які управляли графством до цього часу, проте документальних підтверджень цьому немає.
На початку XI століття графством володів Ед II, граф Блуаський, хоча достовірно невідомо, коли і як він його отримав. За однією з версій, графство Бовезі було приданим його бабусі Ліутгарді, яка була донькою графа Вермандуа Герберта II, і була одружена з графом Блуа Тібо I.
У 1015 році Ед II пожертвував частину графства єпископу Бове Роже. Син Еда II, граф Блуа Тібо III, остаточно втратив графство Бовезі після 1037 року. Після цього єпископи Бовезькі були визнані графами Бовезі і прямими васалами короля Франції.

## Графи Бовезі
- X століття — 949: Бернар (пом. 949), можливо, син Піпіна II Вермандуа, сина Піпіна I Пероннского ;
- 949 — 975: Тібо I Пройда (бл. 910–975), зять Герберта II, графа Вермандуа і, можливо, родич попереднього;
- 975 — 995: Ед I (945 / 950–995), син попереднього;
- 995 — 1004: Тібо II (979 / 981–1004), син попереднього;
- 1004 — 1037 : Ед II Блуаський (982 / 983–1037), брат попереднього;
  - 1015 — 1024: Роже (пом. 1024), також єпископ Бове ;
- 1037 - після 1037: Тібо III (1010–1089), син Еда II.

Згодом графами Бовезі призначались Бовезькі єпископи, які входили в число шести початкових церковних перів Франції.

## Єпископи
- до 290: Лукіан Бельгійський
- 1149—1162: Генріх Французький
- 1679—1713: Туссен де Форбен-Жансон